# گالوانگدیهنا
گالوانگدیهنا (به لاتین: Galwangedihena) یک منطقهٔ مسکونی در سری‌لانکا است که در استان مرکزی (سری‌لانکا) واقع شده‌است.